# An Sae-Bom
An Sae-Bom (Hangul: 안새봄; 13 de febrer de 1990), és una esportista sud-coreana que competeix en taekwondo, guanyadora d'una medalla de plata en el Campionat Mundial de Taekwondo de 2011 en la categoria de +73 kg.

## Palmarès internacional
| Campionat Mundial | Campionat Mundial         | Campionat Mundial | Campionat Mundial |
| Any               | Lloc                      | Medalla           | Categoria         |
| ----------------- | ------------------------- | ----------------- | ----------------- |
| 2011              | Gyeongju ( Corea del Sud) | 2                 | +73 kg            |